# Tatjana Komarova
Tatjana Vasiljevna Komarova (Russisch: Татьяна Васильевна Комарова) (Grozny, 30 januari 1963) is een voormalig basketbalspeelster die uitkwam voor het nationale basketbalteam van de Sovjet-Unie. Ze werd Meester in de sport van de Sovjet-Unie, Internationale Klasse.

## Carrière
Komarova speelde van 1978 tot 1991 voor CSKA Moskou. Ze won in 1985 en 1989 het landskampioenschap van de Sovjet-Unie. Ook won ze twee keer de Ronchetti Cup. Ze wonnen de finale in 1985 van SISV Bata Viterbo uit Italië met 76-64. In 1989 was er weer succes in de Ronchetti Cup. Ditmaal won Komarova van Deborah Milano uit Italië met 92-86. In 1990 speelde CSKA voor het eerst in de finale van de FIBA Women's European Champions Cup. Deze verloren ze van Trogylos Enimont Priolo uit Italië met 86-71.
Met de Sovjet-Unie won Komarova een gouden medaille op de Europese Kampioenschappen in 1985.

## Erelijst
- Landskampioen Sovjet-Unie: 2
  - Winnaar: 1985, 1989
  - Tweede: 1983, 1984, 1988, 1990, 1991
  - Derde: 1980, 1986, 1987
- European Cup for Women's Champions Clubs:
  - Runner-up: 1990
- Ronchetti Cup: 2
  - Winnaar: 1985, 1989
- Europees Kampioenschap: 1
  - Goud: 1985